# Port lotniczy Auki
Port Lotniczy Auki (ang. Auki Airport) – port lotniczy zlokalizowany w mieście Auki, na Wyspach Salomona.

## Linie lotnicze i połączenia
- Solomon Airlines (Honiara)